# Les Charlots
Les Charlots ist eine französische Gruppe von Schauspielern und Musikern, die sich im Jahr 1966 gebildet hat und die hauptsächlich aus Gérard Rinaldi (1943–2012), Gérard Filippelli (1942–2021), Jean Sarrus (1945–2025), Luis Rego (* 1943), Jean-Guy Fechner (* 1947) und Richard Bonnot (* 1957) bestand.
Mit ihrem komödiantischen und parodistischen Stil verdanken sie ihren Ruhm den Filmen, die sie als Stars in den 1970er Jahren drehten.

## Filmografie (Auswahl)
- 1971: Colombani, gib den Zaster her (La grande java)
- 1971: Die tollen Charlots – Frechheit siegt (Les bidasses en folie)
- 1972: Die tollen Charlots – Vier Verrückte im Stadion (Les fous du stade)
- 1972: Die tollen Charlots – Ferien wie noch nie (Les Charlots font l'Espagne)
- 1973: Die tollen Charlots: Wo die grünen Nudeln fliegen (Le grand bazar)
- 1974: Die tollen Charlots: Die Trottel von der 3. Kompanie (Les bidasses s’en vont en guerre)
- 1974: Die tollen Charlots: Wir viere sind die Musketiere (Les Quatre Charlots mousquetaires)
- 1974: Hilfe, mein Degen klemmt (Les Charlots en folie: À nous quatre Cardinal!)
- 1975: Schöne Küsse aus Fernost (Bons baisers de Hong Kong)
- 1975: Trop c’est trop (Gastauftritt)
- 1978: Die Trottel der Legion (Et vive la liberté!)
- 1979: Vier auf vollen Touren (Les Charlots en délire)
- 1980: Les Charlots contre Dracula
- 1983: Le Retour des Bidasses en Folie
- 1984: Charlots Connection
- 1992: Le Retour des Charlots